# Mohamed Abukar
Mohammed Abukar (nacido el 1 de enero de 1985) es un exjugador de baloncesto estadounidense que disputó catorce temporadas como profesional, la mayor parte en equipos europeos.

## Biografía
Tras pasar por el Sancho Verde High School, Abukar juega cuatro temporadas en los Aztecs de la universidad Estatal de San Diego en los que promedió 15,17 puntos, 5,35 rebotes, 1,35 asistencias. Fue elegido en el puesto primero de la segunda del Draft de la NBA D-League de 2008 por los Austin Toros. Se lesiona por lo que Austin lo corta el 26 de noviembre de 2008, una vez recuperado vuelve a ser contratado el 20 de diciembre y, tras 15 partidos con Austin, es traspasado a Idaho Stampede a cambio del pívot Dwayne Jones.

## Perfil jugador
Abukar es un ágil alero, con buenos fundamentos, con capacidad par anotar bien desde dentro y fuera de la pintura. Tiene buen rango de tiro, corre muy bien la cancha para un jugador de su tamaño".

## Estadísticas de su carrera

### Temporada regular
| Temporada | Equipo         | Liga     | P  | TIT | MIN  | TC  | TCA | %TC  | 3P  | 3PA | %3P  | TL  | TLA | %TL  | R.OF. | R.DEF. | REB | ASIS | ROB | TAP | PER | FP  | PTS  |
| 2008-09   | Austin Toros   | D-League | 16 | 0   | 18.2 | 3.2 | 7.2 | .443 | 1.2 | 2.6 | .452 | 1.5 | 2.0 | .750 | 0.9   | 1.9    | 2.8 | 0.4  | 0.1 | 0.1 | 0.9 | 1.5 | 9.1  |
| 2008-09   | Idaho Stampede | D-League | 15 | 2   | 21.5 | 4.1 | 9.1 | .453 | 1.2 | 3.3 | .367 | 2.4 | 2.8 | .857 | 0.3   | 3.4    | 3.7 | 0.3  | 0.4 | 0.4 | 1.3 | 1.5 | 11.9 |
| Carrera   |                | D-League | 31 | 2   | 19.8 | 3.6 | 8.1 | .448 | 1.2 | 2.9 | .407 | 1.9 | 2.4 | .811 | 0.6   | 2.6    | 3.3 | 0.4  | 0.3 | 0.3 | 1.1 | 1.5 | 10.4 |